# レーティッシュ鉄道Be4/4 511-516形電車

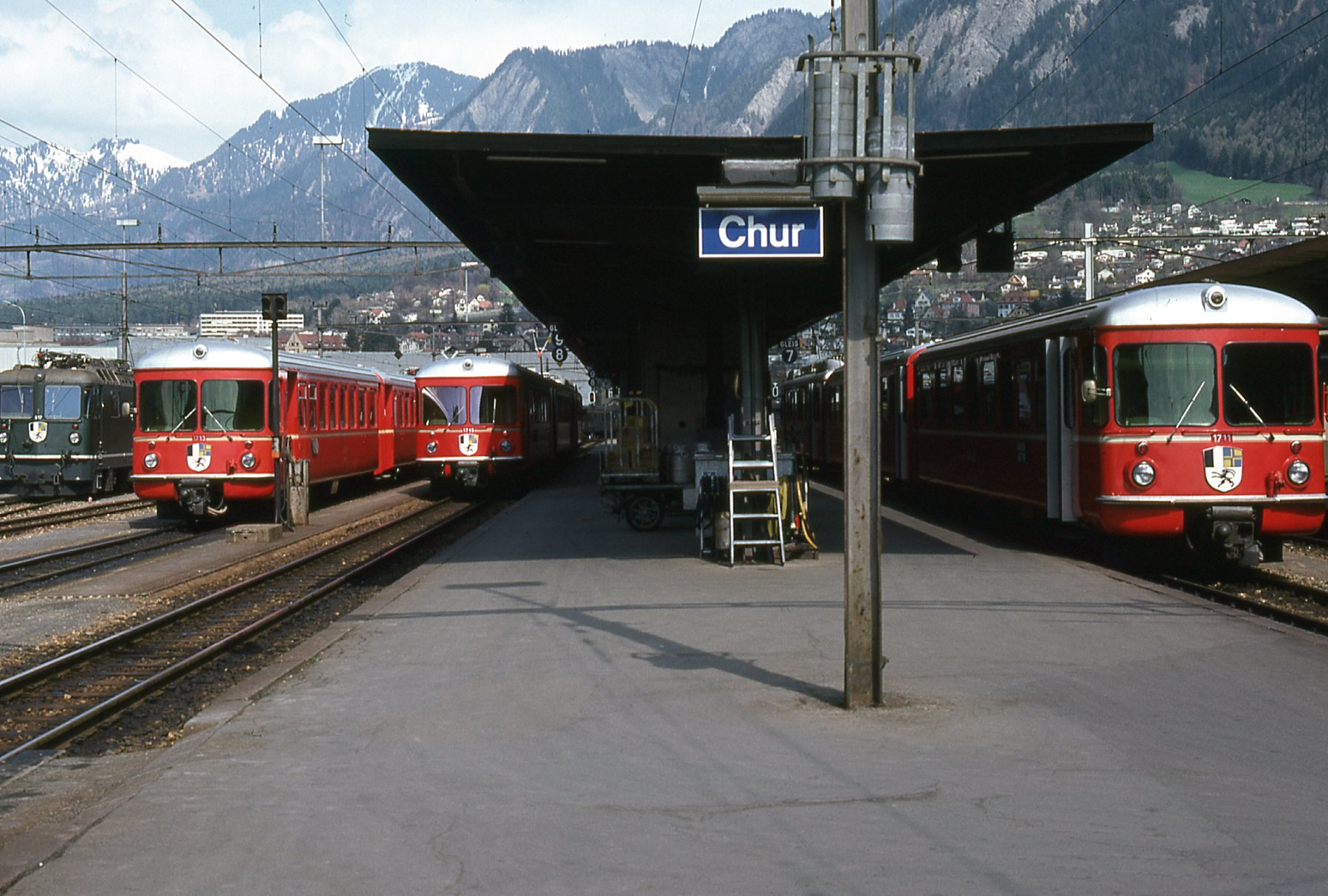
クール駅に3編成並んだABDt 1711-1716形ほかの編成、ほぼ原形であり、中央の編成のみ正面下部にバンパーを装備する、1979年

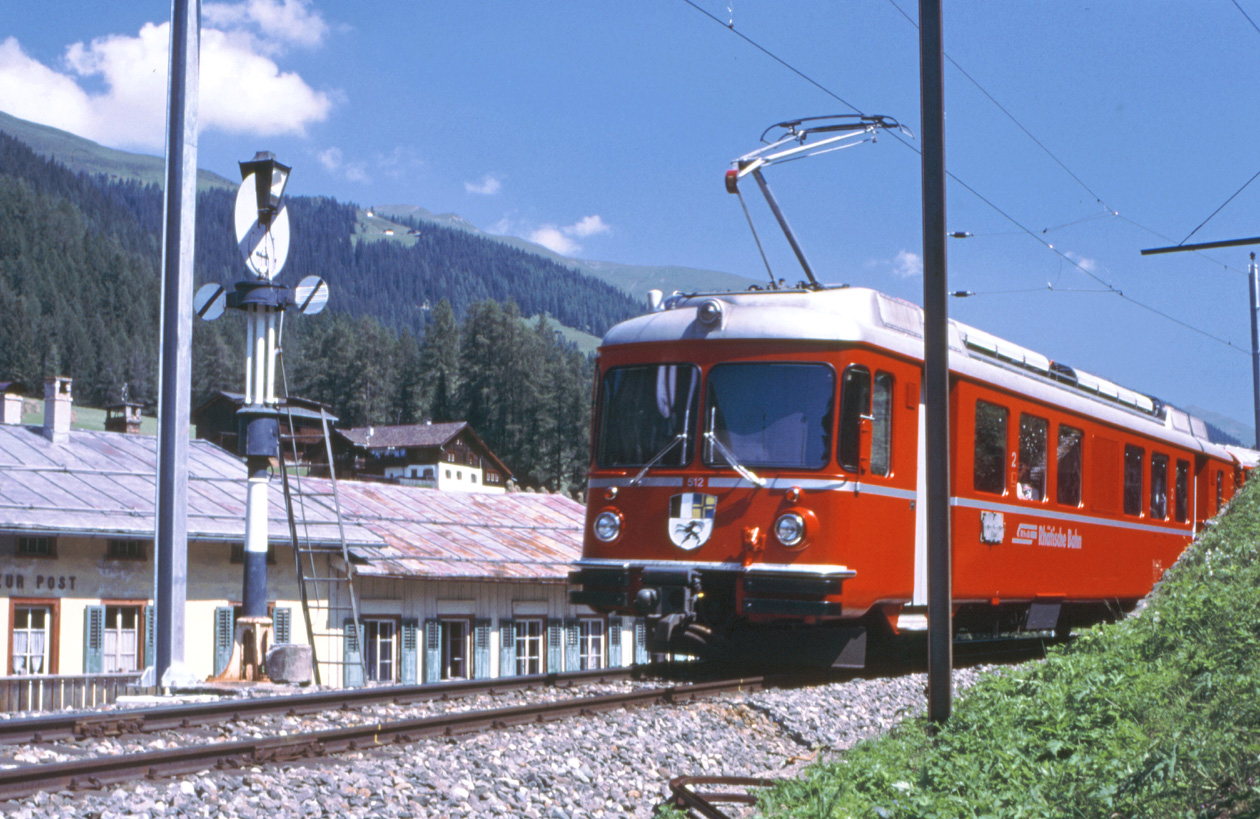
Be4/4 512号機、新塗装、バンパー付、前照灯改造前

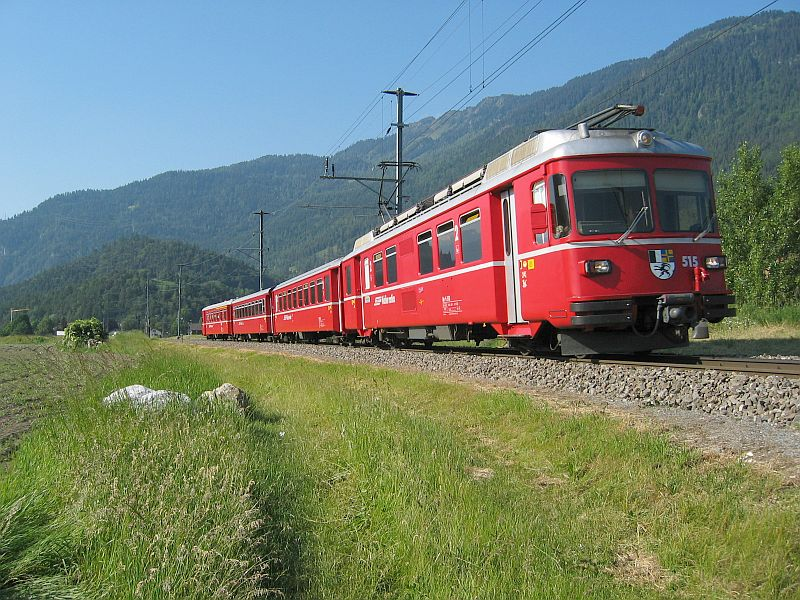
Be4/4 515号機他の編成、新塗装、バンパー付、前照灯および側面窓改造後

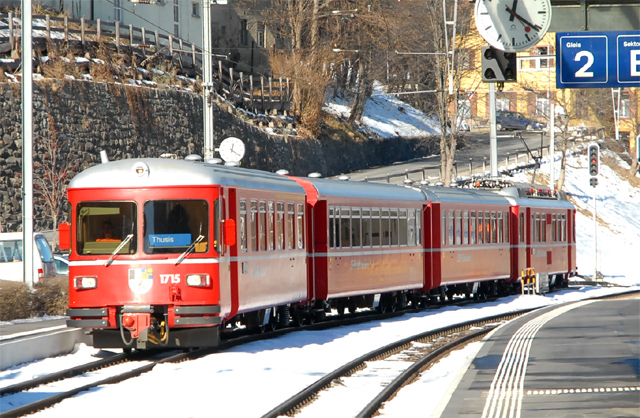
Be4/4形が推進するBt 1715制御客車他の編成、新塗装、バンパー付、前照灯および側面窓改造後

レーティッシュ鉄道Be4/4 511-516形電車（レーティッシュてつどうBe4/4 511-516がたでんしゃ）は、スイスのレーティッシュ鉄道（Rhätischen Bahn (RhB)）の本線系統で使用される山岳鉄道用電車である。
本項では、本機と編成を組む客車であるABDt 1711-1716形、B 2411-2416形、B 2417-2420形についても記述する。

## 概要
レーティッシュ鉄道の路線網のあるグラウビュンデン州の中心地であるクールの近郊輸送および夏季のハイカーや冬季のスキーヤー輸送のシャトルトレイン用に製造された、プッシュプルトレイン用の動力車と専用の客車である。動力車1両と中間客車1-2両、制御客車1両で編成を構成し、1971年に4編成が、1979年に2編成が製造されたほか、1987-88年に中間客車4両が製造されている。製造は動力車の車体と機械部分をFFA、台車はSIG、電機部分、主電動機をSAASが担当、客車は車体をFFAもしくはSWA、台車をSIGもしくはSWP、制御客車の電機部分をSAASが担当している。なお、価格は1971年製造分が1編成約2,180,000スイス・フラン、1979年製造分が1編成約1,975,000スイス・フランである。サイリスタ位相制御により1時間定格出力776kW、牽引力61kNで加減速度0.8m/s2（2.88km/h/s）の性能を持ち、25パーミルの勾配・駅間平均距離2.5km・平均停車時間45sの条件で表定速度49km/hで運転することを可能にしている。なお、それぞれの機番と製造年は下記のとおりであるが、機関車と異なり機体名はつけられていない。
- Be4/4 511(1971年3月16日) - B 2411(1971年3月25日) - ABDt 1711(1971年3月19日)
- Be4/4 512(1971年8月6日) - B 2412(1971年4月16日) - ABDt 1712(1971年4月21日)
- Be4/4 513(1971年4月5日) - B 2413(1971年5月7日) - ABDt 1713(1971年5月14日)
- Be4/4 514(1971年5月7日) - B 2414(1971年5月21日) - ABDt 1714(1971年5月21日)
- Be4/4 515(1979年1月3日) - B 2415(1979年1月3日) - ABDt 1715(1979年1月3日)
- Be4/4 516(1979年1月31日) - B 2416(1979年1月31日) - ABDt 1716(1979年1月31日)
- B 2417(1987年12月21日)
- B 2417(1988年4月5日)
- B 2417(1988年6月20日)
- B 2417(1988年7月20日)

## Be4/4 511-516形

### 車体

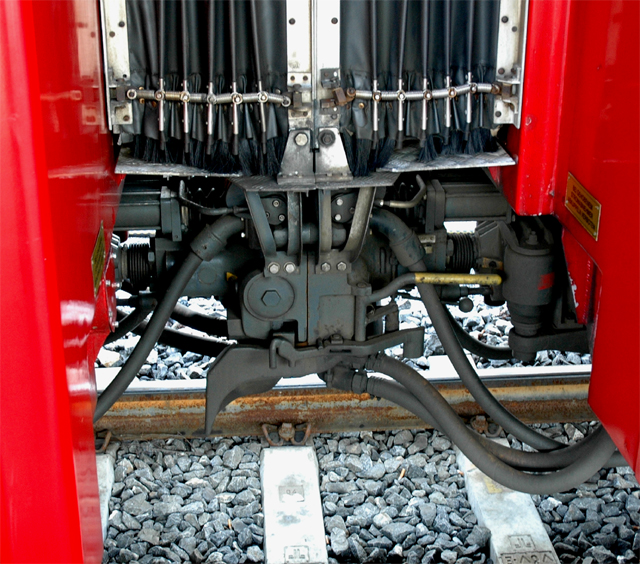
Be4/4形の編成中間の連結面、レーティッシュ鉄道標準のねじ式連結器ではなく、+GF+自動連結器が設置される

- 車体は鋼製で、511-514号機は製造時は両運転台で後に片運転台に改造され、515-516号機は製造当初より片運転台である。編成端となる前位側の正面は丸みのある2枚窓＋両サイド部の曲面ガラスで、スイス連邦鉄道のRABDe510形電車の3枚窓を2枚窓とした、ブレンガルテン-ディーティコン鉄道のBDe8/8形と同様のデザイン、511-514号機の連結面の後位側運転台は貫通路、貫通幌付の平妻で、いずれも窓下部に大型の丸型前照灯を2箇所と上部中央に小型の丸型前照灯が1箇所設置されるほか、515-516号機の前位側前面の連結器横部には黒色のバンパーが製造時より設置されている。
- 側面は窓扉配置1D321D2（左が前位側、運転室窓-乗降扉-2等室窓-2等室窓-デッキ窓-乗降扉-運転室窓）で、側面中央は機械室となっており、この部分の側面にはルーバーが設けられている。また、片運転台で製造された515-516号機は車端部が大窓一枚となって窓扉配置1D321D1となっており、後位側車端部は折畳式の補助席が設けられたデッキとなっているが、運転室背面相当の位置の機器室はそのままとされている。客室は車体両端の客扉（幅830mmの3枚折戸、ボタン式の自動扉）のあるデッキから中央部の機械室をはさんで前位側が長さ4650mmで喫煙、後位側が長さ3100mmで禁煙の2室の2等室に分かれており、後位側のデッキには長さ1415mmの便所と補助席が用意されているほか、前位側のデッキおよび前後運転台の背面にも機器室が設置されている。なお、床面はレール面上940mmで、ホームからはステップ2段を経由して乗車する。
- 2等室は2+2列の4人掛け、シートピッチ1550mmの固定式クロスシートで、前位側の2等室が3ボックス、後位側が2ボックスとなっている。座席は幅1010mmでヘッドレストは無いが仕切りの化粧板が設置され、色は赤紫系、そのほか天井と妻壁は白、側壁はベージュ、床は薄茶色である。また、客室窓は幅1200mm、高さ950mmの大型の下降窓となっている。
- 運転室は前後とも長さ1670mmでスイスやドイツで一般的な円形のハンドル式のマスターコントローラーではなく、スイス国鉄のRe420形やRe620形と同様の右側がマスターコントローラー、左側がブレーキ弁の2ハンドルのものが設置されているほか、運転室後部は長さ380mmの機械室および主電動機冷却気用のダクトとなっている。また、運転室横の窓は下降式、その前部の窓はバックミラー付きの固定式であり、バックミラーは511-514号機の運転席側には小形のもの、511-514号機の半運転席側および515-516号機の両側は電動折畳式の大形のものとなっているほか、正面下部にはスノープラウが、乗降扉横には車外スピーカーが設置されている。
- 連結器は車体取付で、2本の空気管と130の電気回路も同時に接続できるSAAS製の+GF+自動連結器[10]となっており、レーティッシュ鉄道の他の一般車両とは連結することができない。

### 走行機器
- 制御方式はサイリスタ位相制御で、1台の位相制御装置で1台の主電動機を制御し、4台の主電動機の分巻界磁を1台の界磁用の位相制御装置で制御する方式としており、進行方向の切替も界磁の逆転で行う。また、力行、ブレーキ時共に定速運転が可能であるほか、主電動機はそれぞれ独立して制御され、低出力時に主電動機を1台だけ制御することや、各軸独立した空転制御をすることが可能である。また、主変圧器は床下中央に平滑リアクトルおよび冷却用のオイルポンプとオイルクーラーと一体装備され、走行用の5組の出力は主電動機用4基、界磁制御用1基のそれぞれの位相制御装置に使用されており、冷却方式は油冷式で、冷却油は冷却ファンによる空冷式となっている。
- 電気ブレーキ装置は分巻界磁を制御することによる発電ブレーキとしており、屋根上にブレーキ用の抵抗器を設置しているほか、空気ブレーキ、手ブレーキ装備する。なお、レーティッシュ鉄道の通常の客車では真空ブレーキが使用されているため、本機はこれらを牽引できないほか、515-516号機では電空協調制御ができるように変更がされている。
- 主電動機は1時間定格出力194kW、連続定格出力170kWのTyp L 357b直流分巻整流子電動機を4台搭載し、連続定格牽引力52kN、1時間定格牽引力63kN、最大牽引力116kNの性能を発揮する。冷却は強制通風式で、冷却風は屋根上集電装置横の吸気口から吸入し、屋根上車端部に設置された送風機により運転室背面および台枠内のダクトによって主電動機まで導かれる。
- 主回路の過電流や遮断器の動作、温度異常などの重要な故障の発生は運転台のパネルに表示されるようになっており、故障部位の開放も運転台からのスイッチ操作で行うことができる。
- 台車は軸距2300mm、車輪径750mmで枕ばね、軸ばねともにコイルばねである。主電動機は台車枠に車軸と直角に装荷され、そこからゴムカップリングと中空軸、ベベルギアを経て動輪に伝達される方式で、減速比は1:4.911、基礎ブレーキ装置はディスクブレーキである。また、台車には砂箱が設置されている。
- そのほか、パンタグラフはシングルアーム式を2台、主開閉器はTyp DBTF 20i200空気遮断器、主回路の単位スイッチにはBW1.5k3が使用されるほか、補助電源装置、交流整流子電動機駆動の電動空気圧縮機1基および主電動機冷却用送風機2基、単相誘導電動機駆動の主変圧器冷却油ポンプおよび冷却油冷却用送風機などを装備する。
- 本機は制御、ブレーキ装置や連結器の違いから他形式との併結は考慮されていないが、本機同士の重連は可能であり3重連までが想定されている。

### 主要諸元
- 軌間：1000mm
- 電気方式：AC11kV 16.7Hz 架空線式
- 最大寸法：全長18700mm、全幅2700mm、屋根高3350mm、全高3850mm（パンタグラフ折畳時）
- 軸配置：Bo'Bo'
- 軸距：2300mm
- 台車中心間距離：12430mm
- 自重：45.0t（511-514、515/516は44.6t）（満車時48.0t）
- 定員（511-514）：45名（2等室座席40名、補助席5名、立席16名）
- 走行装置
  - 主制御装置：サイリスタ位相制御
  - 主電動機：Type L 357b直流分巻整流子電動機×4台（連続定格[11]出力：170kW、1時間定格[12]出力：194kW[13]）
  - 減速比：4.91
- 牽引力：52kN（連続定格、於48km/h）、63kN（連続定格、於45km/h）、116kN（最大）
- 最高速度：90km/h
- ブレーキ装置：発電ブレーキ、空気ブレーキ、手ブレーキ、

## ABDt 1711-1716形、B 2411-2416形

### 概要

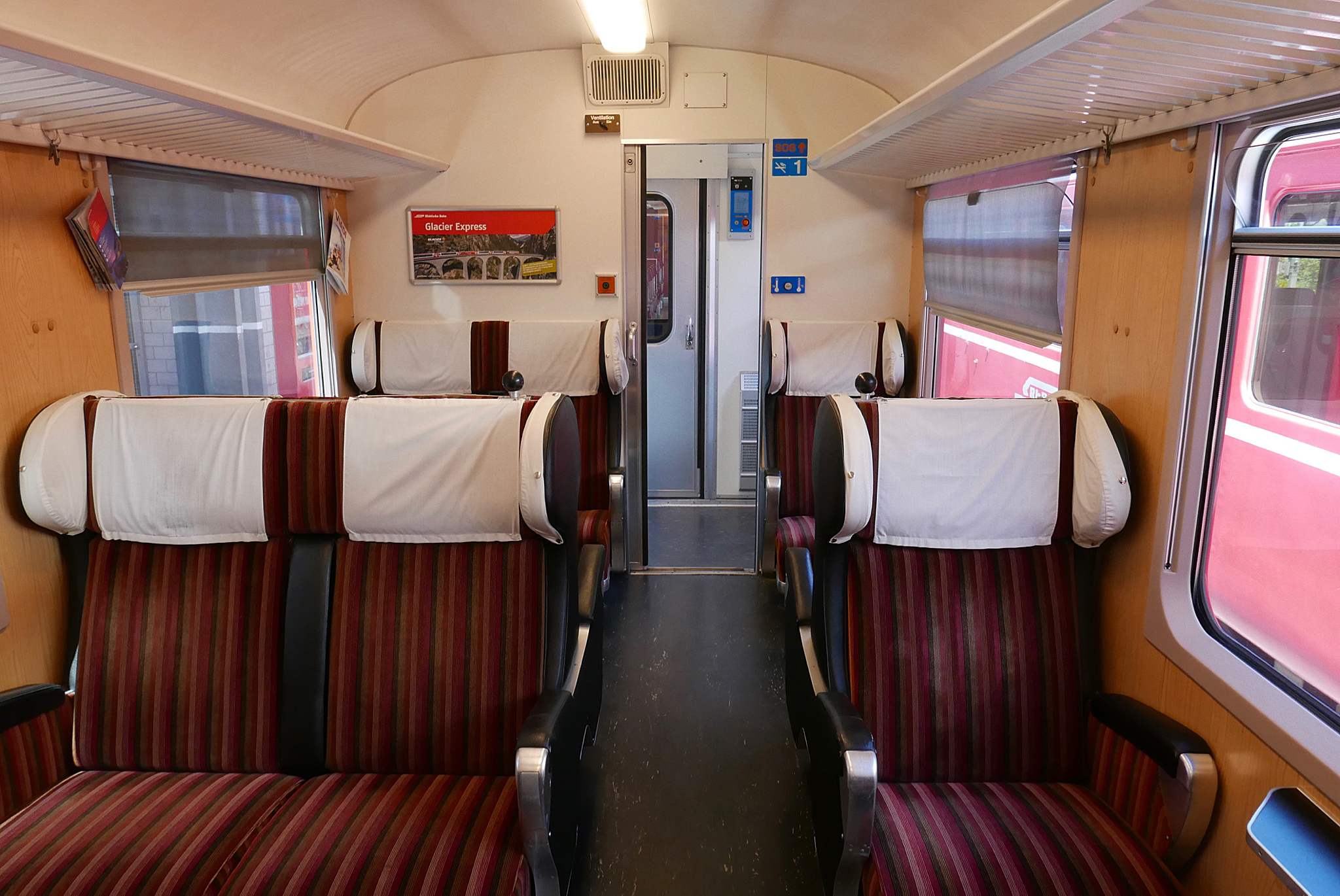
ABDt 1711-1716形の1等室の室内、2016年

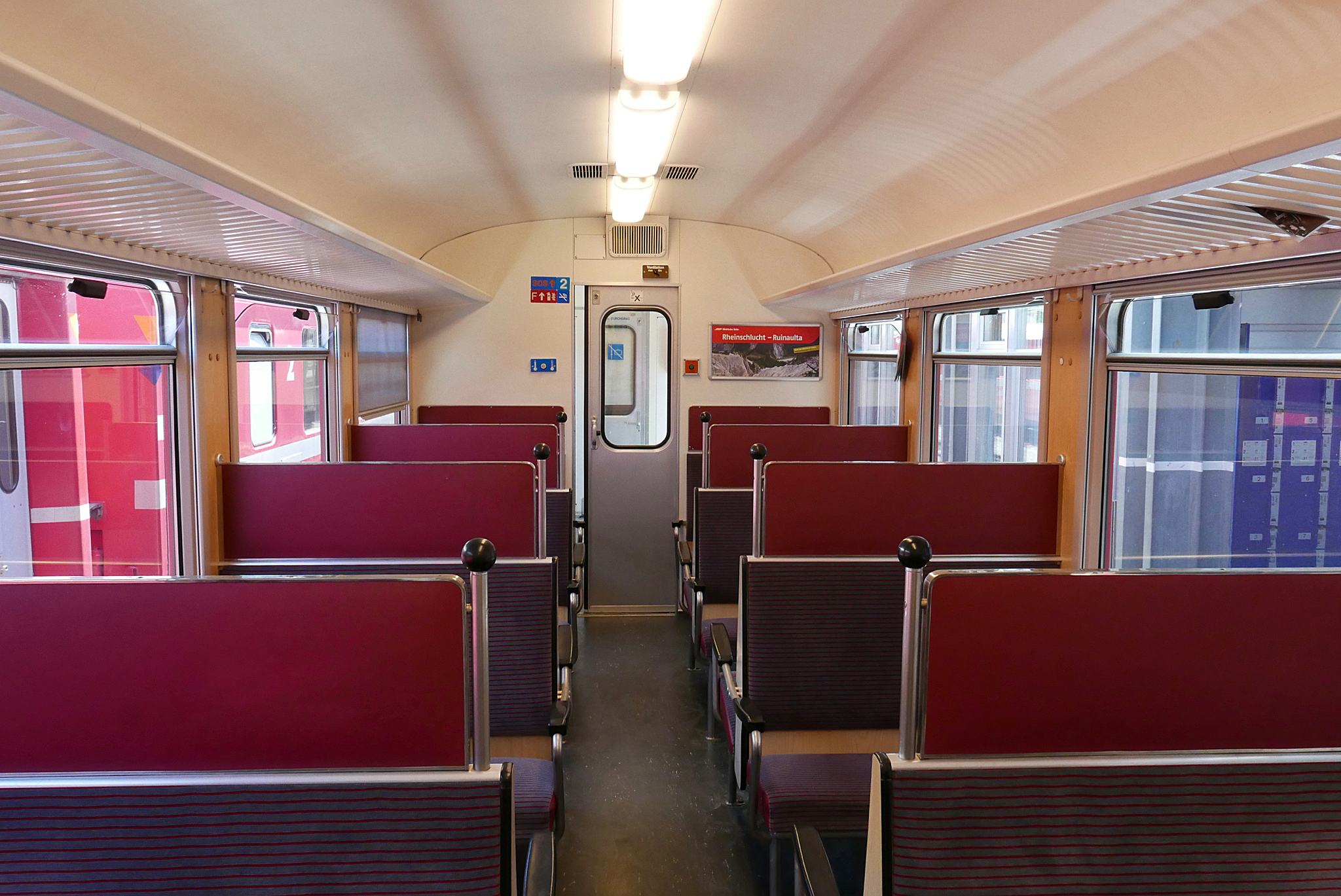
ABDt 1711-1716形の2等室の室内、2016年

- ABDt 1711-1716形は運転台付1等、2等、荷物合造車、B 2411-2416形は2等車で、いずれもEW I系[14]のアルミ製車体を持つ客車である。
- ABDt 1711-1716形は後位側にBe4/4 511-516形と同形態の運転台を持ち、側面の窓扉配置1D242D（左が運転室、運転室窓-乗降扉-荷物室窓-2等室窓-1等室窓-乗降扉、1711-1714号車）もしくは1D133D（1715-1716号車）で長さ1670mmの運転室側から面積7m2、長さ2695mmの荷物室、長さ6200mmで禁煙の2等室、4130mmの1等室の順となっており、1715-1716号車では荷物室と2等室が縮小されて1等室が拡大されている。B 1711-1716形は側面の窓扉配置D181D（乗降扉-トイレ窓-2等室-デッキ窓-乗降扉）で、2等室はそれぞれ長さ6200mmの2つに区分され前位側が禁煙室、後位側が喫煙室となっている。客室は車体前後の客扉（幅830mmの3枚折戸、ボタン式の自動扉）のあるデッキから乗降し、前位側のデッキには補助席が、後位側のデッキには長さ1415mmのトイレと補助席が、乗降扉横には車外スピーカー用意されている。なお、床面はレール面上940mmで、ホームからはステップ2段を経由して乗車する。
- 2等室は2+2列の4人掛け[15]、シートピッチ1550mmの固定式クロスシートで、ABDt 1711-1716形の2等室が4または3ボックス、B 1711-1716が4ボックスずつとなっており、座席は幅1010mmでヘッドレストは無いが、仕切りの化粧板が設置されている。1等室は1+2列の3人掛け、シートピッチ2065mmの固定式クロスシートで、2または3ボックスで、座席は大型のヘッドレストおよび肘掛付である。なお、客室窓は2等室は幅1200mm、1等室は幅1400mm、高さはいずれも950mmの大型の下降窓、荷物室窓は狭幅のもので当初固定窓であったが、後に上部内開式窓となっている。また、ABDt 1711-1716形の荷物室には専用の荷物扉は無く、客用扉から荷物の積載を行い、室内に6名分の補助席があるほか、B 1711-1716形の前後のデッキにも計9名分の補助席がある。
- 台車は通常のEW I系のSIG製のトーションバータイプもしくはSWP 68タイプではなく、ABDt 1711-1714およびB 2411-2414号車がSIG製のBrünigタイブと呼ばれる枕ばねがコイルばね、軸箱支持は円筒案内式、ディスクブレーキ付の台車を、ABDt 1715-1716およびB 2415-2416号車はEW II系[16]と同じSWP 74タイプの枕ばねはコイルばね、軸箱支持は片持式、踏面ブレーキ付の台車を使用しており、いずれも軸距は1700mmである。また、ブレーキ装置もレーティッシュの通常の客車の真空ブレーキとは異なり、Be4/4 511-516形専用の空気ブレーキ装置を搭載している。
- 連結器は車体取付で、Be4/4 511-516形と同じ+GF+自動連結器となっており、ブレーキ装置の差異もありレーティッシュ鉄道の他の一般車両とは連結することができない。

### 主要諸元
- 軌間：1000mm
- 最大寸法：全長18400mm（ABDt 1711-1716形）、18700mm（B 2411-2416形）、車体幅2650mm
- 軸距：1700mm
- 台車中心間距離：12470mm（ABDt 1711-1716形）、12830mm（B 2411-2416形）
- 自重：13.1t（ABDt 1711-1716形）、13.8t（B 2411-2416形）
- 定員　
  - ABDt 1711-1714：1等室座席12名、2等室座席12名、補助席6名
  - ABDt 1715-1716：1等室座席18名、2等室座席23名、補助席6名
  - B 2411-2416：73名（2等室座席32名、補助席9名、立席32名）
- 最高速度：90km/h
- ブレーキ装置：空気ブレーキ、手ブレーキ

## B 2417-2420形

### 概要
- 1986年から製造されたバス車体の製造技術を応用したシリーズのうち、本系列用に製造された軽量アルミ製車体を持つ2等客車である。
- EW I系よりも車端部が角ばり、外板の側窓周りにわずかな段差がある形態で、側面の窓扉配置D1181Dとなっており、2等室は2つに区分され、前位側が長さ4600mmの喫煙室、後位側が8350mmの禁煙室となっている。客室は車体前後の客扉（幅855mmの3枚折戸、ボタン式の自動扉）のあるデッキから乗降し、デッキにはトイレと補助席が用意されている。なお、床面はレール面上965mmで、ホームからはステップ2段を経由して乗車する。
- 2等室は2+2列の4人掛けの、集団見合式の固定式クロスシートで、シートピッチは750mmもしくは1500mm（対面部分）で、座席数は禁煙室44席と喫煙室24席となっている。座席はヘッドレストは無いが、1人分ずつ独立した形状である。なお、客室窓は幅1330mm、高さは950mmの大型窓で、他車と異なり上部が内開式に開閉する方式である。
- 台車はEW II系と同じSWP 74タイプの枕ばねはコイルばね、軸箱支持は片持式、踏面ブレーキ付の台車を使用しており、軸距は1700mm、車輪径750mm、ブレーキ装置は空気ブレーキ装置を搭載している。

### 主要諸元
- 軌間：1000mm
- 最大寸法：全長17900mm、車体幅2650mm、屋根高3405mm
- 軸距：1700mm
- 台車中心間距離：12830mm
- 自重：15.0t
- 定員：2等室座席68名、補助席2名
- 最高速度：90km/h
- ブレーキ装置：空気ブレーキ、手ブレーキ

## 塗装
- 1971年の製造時の車体塗装は赤をベースに窓下に金帯（細帯とその上下に極細帯1本ずつ）、扉が銀色で、側面中央にRhBのレタリングが、正面中央帯部に小さく機番が入り、正面中央にはレーティッシュ鉄道のエンブレムがつく。また、屋根および屋根上機器がライトグレー、床下機器と台車はダークグレーであった。
- 1979年製造の機体は側面中央にRhBのレタリングの代わりに旧タイプのロゴが入っていた。その後帯色が白となったりといった変遷があり、編成内でも塗装が揃わないこともあったが、1986年以降銀帯と側面左側帯下に新ロゴが入り、屋根および屋根上機器、扉が銀色となり、前照灯改造後は前面右側に機番が大きく入るようになった。
- 2012年より、当時導入が進められていたABe8/12 3501-3515形およびABe4/16 3101-3105形と同様の塗装に順次変更されている。車体塗装は赤をベースに車体裾部が濃赤色で赤色との境界部分に銀帯が入り、窓下にレーティッシュ鉄道のロゴが、側面乗降扉横の銀帯部にグラウビュンデン州のロゴが入り、正面下部中央にはグラウビュンデン州のエンブレムがつくもので、また、屋根および屋根上機器、乗降扉が銀色、床下機器と台車はダークグレーとなっている。

## 改造
- Be4/4 511-514号機は1977年から1978年にかけて使用頻度の少なかった連結側の運転台を撤去して片運転台とする改造を行い、運転台機器や前照灯、バックミラーなどの撤去、正面窓の埋込などがなされた。また、後に旧運転席側の車端部の窓も埋込まれている。なお、撤去された運転台機器類はその後に製造されたBe4/4 515-516号機およびABDt 1715-1716号車の運転台に流用された。
- Be4/4 511-514号機とABDt 1711-1714号機の前面連結器横には黒色のバンパーが追加されているほか、運転席側のバックミラーを反運転室側のものと同じ大形の折畳式のものに交換、ワイパーを大形のものに交換している。また、1971年製の全車の乗降扉横の手摺が撤去されている。
- 1994年から更新改造が実施された。内容は主電動機以外の電機品の交換、主変圧器の冷却方法の変更、制御装置の交換、運転台機器を人間工学に基づいたものに交換、側窓をB 2417-2420形と同じ上部が内開き式のものに改造、車外スピーカーの撤去、旅客情報装置の設置などであり、電気ブレーキ時の電空協調制御機能も全車に搭載された。
- 2002年頃から正面窓下の前照灯がスイスの鉄道車両で標準となっている前照灯と尾灯が一体となった角型のものに交換されている。なお、取付位置には若干の個体差があるほか、制御車のABDt 1711、1714、1716号機については丸型のままとなっていたが、前述の2012年以降の塗装変更に合わせてこの3両についても角型のものへの変更が実施されている。

## 運行
- レーティッシュ鉄道の走るグラウビュンデン州の中心地であるクールを中心に運用されている。
- 1971年の導入時にはラントクアルト-クール-テュシス間の区間列車を中心に使用されていた。当初の運行区間は以下の通り。
  - クール-ラントクアルト-シエールス
  - クール-ライヒェナウ-トゥシス-フィリズール
  - クール-ライヒェナウ-イランツ
  - クブリス-ダボス（夏季および冬季の休日）
- その後1979年からはラントクアルト-クロスタース-ダボス-フィリズール間が主な運行区間として加わった。
- 通常は6編成中の5編成が使用され、1編成が予備であるが、他客時には2編成の重連として8両編成で使用される。なお、性能上は3重連も可能であるが実際に運用はされてはいない。
- レーティッシュ鉄道の全旅客列車の走行距離の約10％を本形式による列車が占めており、年間の走行距離は1両あたり約120000-160000kmに達する。
- 編成は随時車両が振替えられており機番は一定ではない。例として1995年5月時点では以下のような編成であった。
  - Be4/4 511 - B 2413 - B 2420 - ABDt 1713
  - Be4/4 512 - B 2415 - B 2416 - ABDt 1712
  - Be4/4 514 - B 2414 - ABDt 1711
  - Be4/4 515 - B 2412 - B 2419 - ABDt 1715
  - Be4/4 516 - B 2418 - ABDt1714 - ABDt 1716
  - Be4/4 513は工場入場中
- スイス国内の列車がパターンダイヤ化されたBahn+Bus 2000計画によってレーティッシュ鉄道でも旅客列車の運行系統の整理や一部区間の複線化による運行の効率化によって、昼間時間帯を中心に1時間ごとのパターンダイヤ化された。これに伴い、本形式は主に都市近郊列車のSバーンの運行系統で運用されることとなり、2009年時点での主な運行系統は以下の通りとなっており、平日では本形式6編成のうちS8系統に2編成、S9編成に2編成、朝間のみラントクアルト - シエールス間の運用に1編成が使用され、残る1編成が検査/運用予備となっていた。
  - S8系統 - シエールス-ラントクアルト-クール-レッツゥーンス（シエールス毎時32分発、所要55分、レッツゥーンス毎時31分発、所要54分）
  - S9系統 - クール-レッツゥーンス-トゥシス（クール毎時48分発、所要35分、トゥシス毎時36分発、所要35分）
- 1990年代以降、スイスの各鉄道では低床式の客車や電車の導入により、バリアフリー化が推進されており、レーティッシュ鉄道においても2007年にバリアフリー化やサービス向上と運行の効率化を図るべく4ステップからなる長期更新計画が策定され、クール近郊のSバーンにも2011-13年にABe4/16 3101-3105形が5編成導入され、2013年より運用されるようになった。当初の計画では本形式はこれに代替されて廃車となることとなっていたが、波動用およびダボス近郊の区間運転用として残されることとなり、2013年夏平日ダイヤでは1編成がフィリズール - ダボス・グラリス間の区間運用に、残り5編成が波動輸送用および運用/検査予備と、5編成で5運用の運用となっているABe4/16 3101-3105形によるクール近郊のSバーンの検査予備となっている。
- 2019年夏平日ダイヤにおける本形式の運行では、本形式はダボス・プラッツ - クロスタースおよびダボス・プラッツ - フィリズール間の区間運行に2編成、ラントクアルトへの出入庫を兼ねた夕方のラントクアルト - ダボス・プラッツ - フィリズール間の区間運行に1編成、波動輸送用および運用予備（ABe4/16 3101-3105形によるクール近郊のSバーンの検査予備を含む）に3編成、検査予備に1編成が使用されている
- 落石事故によりB 2415号車が2012年5月23日に廃車となっている。

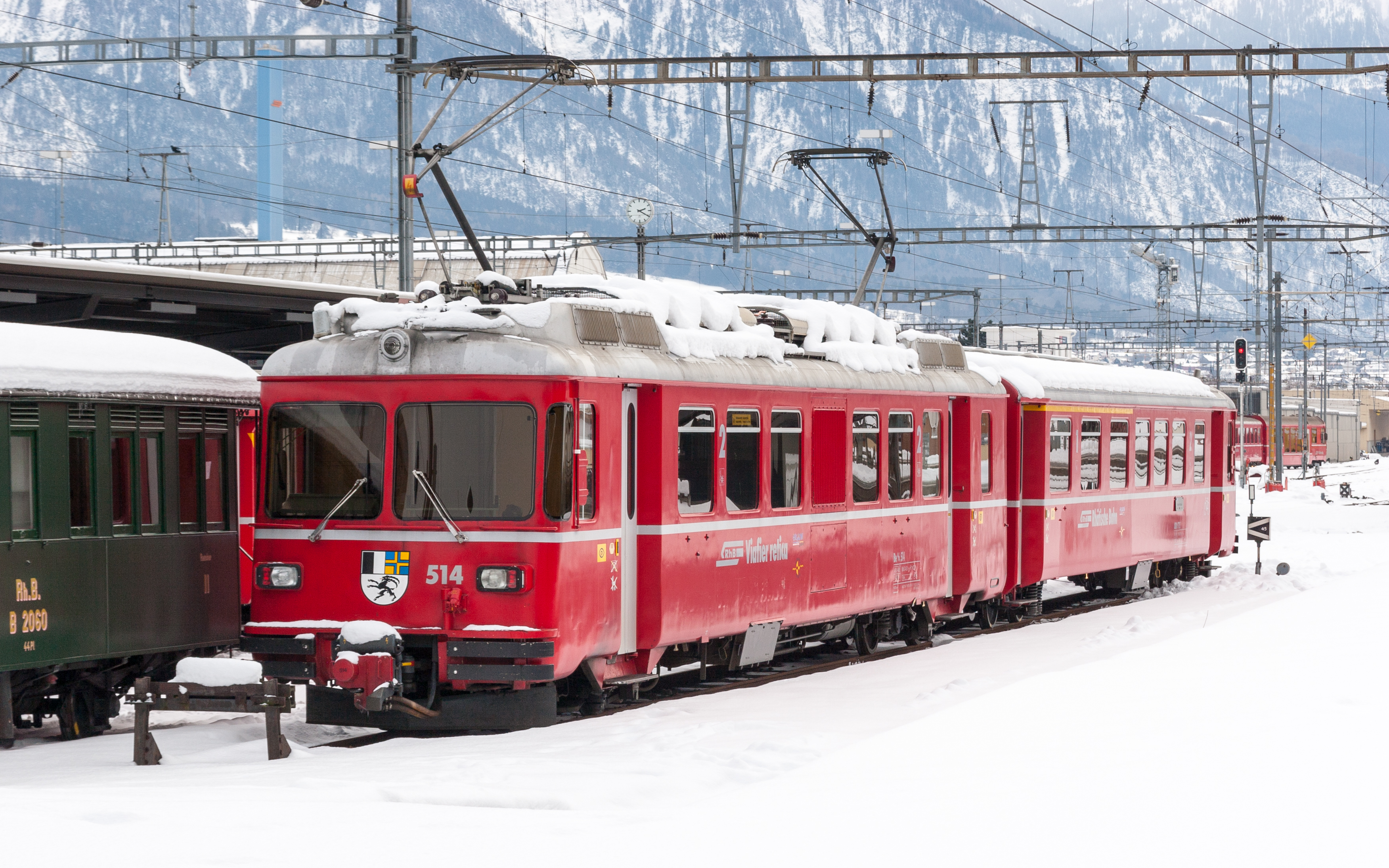
短編成でシャトルトレインとして運用されるBe4/4 514号機、ラントクアルト駅、2010年
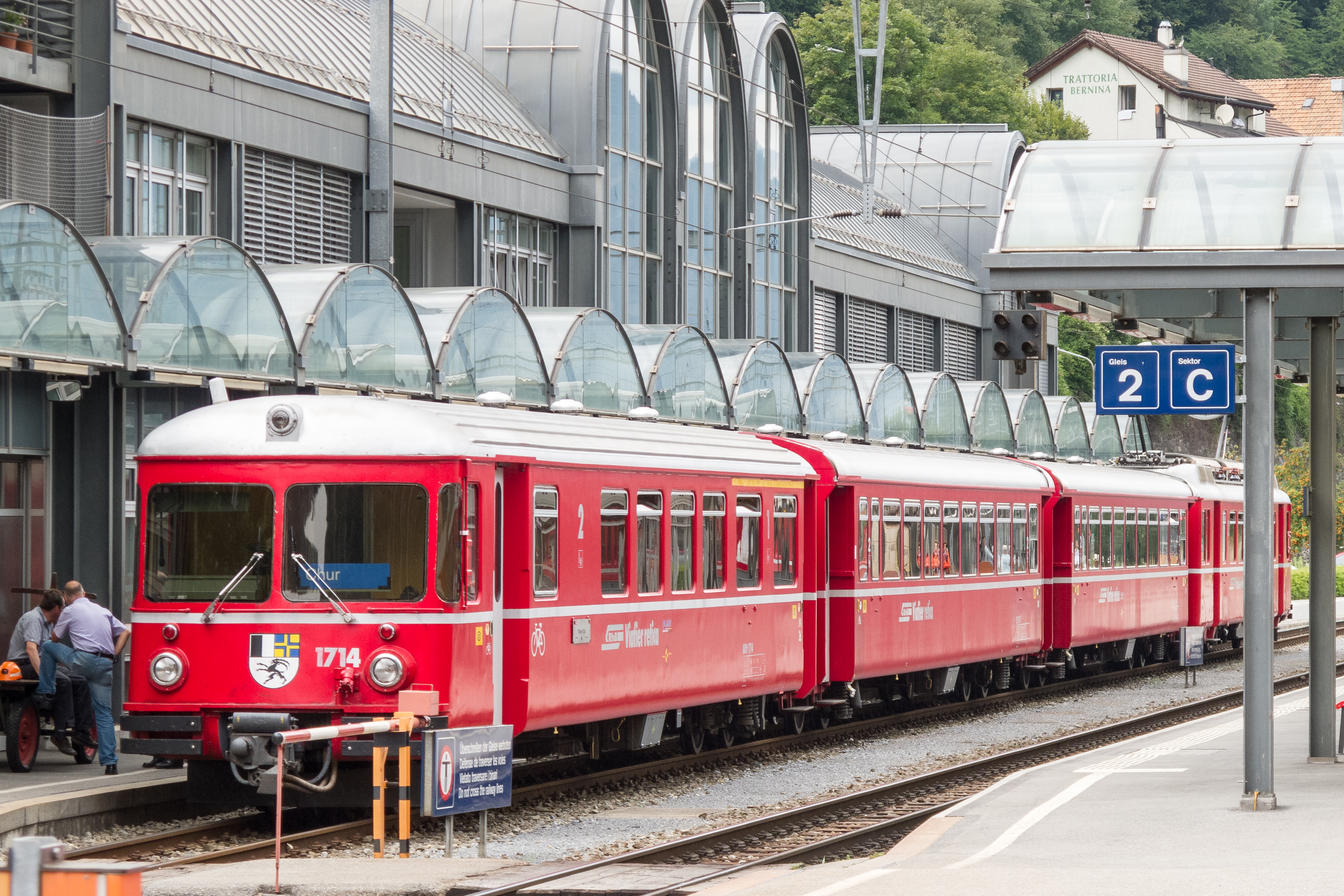
新塗装、側面窓改造後も丸型前照灯のままであったABDt 1714号車とB 2417-2420形2両、Be4/4 511-516形の編成、テュシス駅、2011年
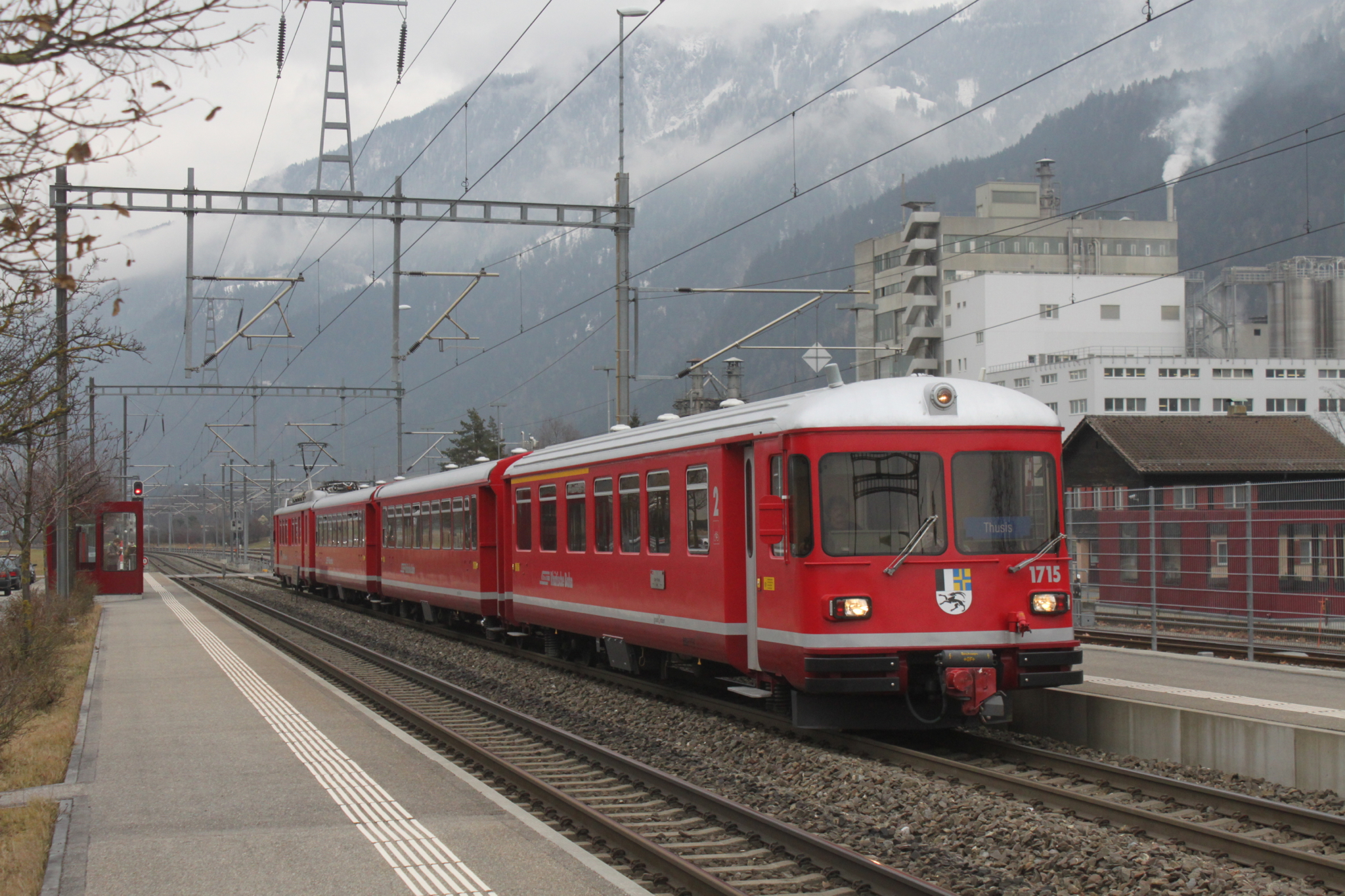
S2系統で運用されるABDt 1715号車を先頭とするアレグラ塗装となった4両編成、2015年
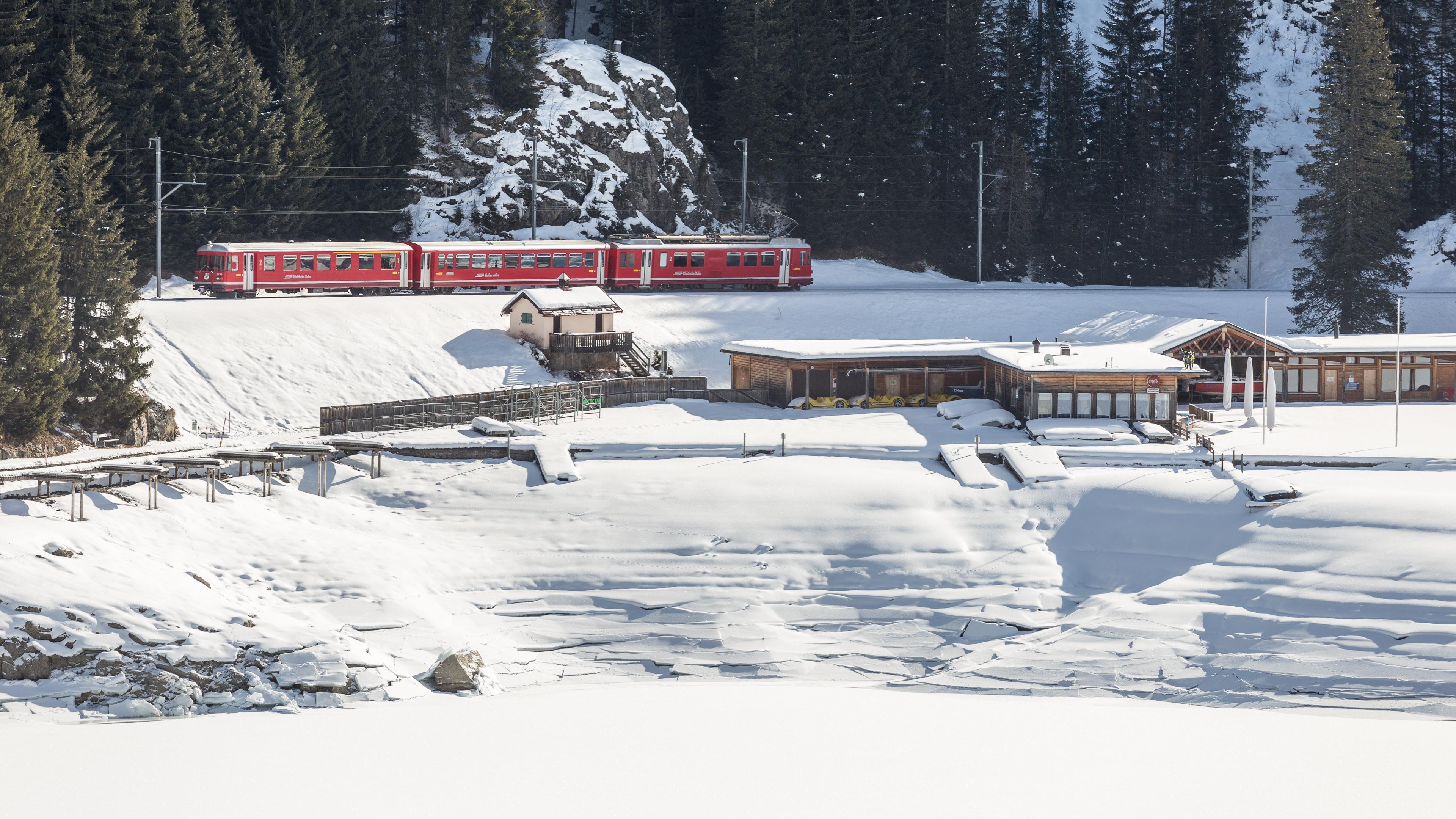
3両編成でダボス近郊のローカル列車で運行されるBe4/4 511-516形ほかの編成、2014年